# Кайджо-Мару
Кайджо-Мару — транспортне судно, яке під час Другої світової війни брало участь у операціях японських збройних сил на Тихому океані. 
Судно спорудили в 1939 році на верфі Harima Zosensho для компанії Dairen Kisen.
10 березня 1943-го «Кайджо-Мару» перебувало біля південного узбережжя сотрова Бутон (лежить у південно-східного завершення острова Сулавесі), де було атаковане американськими літаками B-24. Судно отримало важкі пошкодження та викинулось на берег, після чого було полишене екіпажем. В подальшому «Кайджо-Мару», що лежало на рифі, було 17 березня уражене підводним човном USS Tautog.